# Matlhogonolo Botlhole
Matlhogonolo Botlhole, né le 17 septembre 2001, est un coureur cycliste botswanais.

## Biographie
En juillet 2018, Matlhogonolo Botlhole participe aux Jeux africains de la jeunesse, organisés en Algérie. Quelques années plus tard, il représente son pays natal aux Jeux du Commonwealth, mais aussi aux championnats d'Afrique sur route, où il marque ses premiers points UCI. Il devient également champion national du Botswana à plusieurs reprises dans la catégorie des espoirs,. 
Lors de la saison 2024, il est sacré double champion du Botswana chez les élites, dans la course en ligne et le contre-la-montre. Il termine également dixième du Tour de Windhoek en Namibie. 

## Palmarès et résultats

### Par année
- 2022
  -  Champion du Botswana sur route espoirs
- 2023
  -  Champion du Botswana sur route espoirs
  -  Champion du Botswana du contre-la-montre espoirs
- 2024
  -  Champion du Botswana sur route
  -  Champion du Botswana du contre-la-montre
- 2025
  - Senkgamorodi Cycle Classic

### Classements mondiaux
| Année           | 2022 | 2023 |
| --------------- | ---- | ---- |
| UCI Africa Tour | 152e | 188e |